# Paul Elstak
Paul Roger Elstak (Den Haag, 14 januari 1966), beter bekend onder de artiestennaam, DJ Paul Elstak, is een Nederlands hardcore-dj, producer en labeleigenaar.
Hij verwierf landelijke bekendheid door zijn happy-hardcorehits uit 1995 en 1996.

## Geschiedenis

### Jeugd en begin loopbaan
Elstak groeide op in een muzikale familie. Zijn vader was slaggitarist bij de band The Rhythm Stars en de bekende jazzmusicus Nedly Elstak maakte ook deel uit van zijn familie. Het geld dat hij als tiener verdiende met tomaten plukken en werken bij McDonald's besteedde hij aan de aanschaf van platen waarmee hij veel oefende achter draaitafels, en waardoor hij het platenmixen onder de knie kreeg. Hij begon met optreden in buurthuizen en clubhuizen en werd in 1987 aangenomen als diskjockey in de Rotterdamse discotheek Bluetiek-In. Van zijn ervaren collega die in housemuziek pionierde, Peter Slaghuis, leerde hij veel bij.

### De eerste successen
In 1991 scoorde Elstak samen met Rob Fabrie (Waxweazle / Headbanger) met de groep Holy Noise een toptienhit met het nummer James Brown is still alive, een reactie op het nummer James Brown is Dead van L.A. Style. Hij specialiseerde zich in de opkomende stroming van de hardcore house met de kenmerkende keiharde beats. In 1992 richtte hij, inmiddels woonachtig in Rotterdam, het eerste hardcorelabel in Nederland, Rotterdam Records op. Met dit label behaalde hij met de single Poing! van Rotterdam Termination Source de tweede plaats in de Nederlandse Top 40. De maker van Poing!, Maurice Steenbergen werd later als creative director verantwoordelijk voor de happy-hardcorevideoclips van Elstak. Door de toename van het aantal hardcorefeesten en de toegenomen populariteit van het genre behoort Elstak tot de bekendste diskjockeys van de hardcorescene naast onder meer DJ Rob, DJ Ruffneck en DJ Dano en hij treedt op in binnen- en buitenland.

### Happy hardcore
Met de opkomst vanaf eind 1994 van de nieuwe stroming happy hardcore met snelle vrolijke melodielijnen en zang, werd een radiovriendelijke variant toegankelijk voor het grote publiek en scoorde Elstak in dit genre een aantal hits. In maart 1995 bracht hij in samenwerking met Koen Groeneveld, Addy van der Zwan en Jan Voermans (bekend als de Klubbheads) de single Life Is Like A Dance uit die de top-tien behaalt. In dat jaar formeerde hij ook een nieuwe groep met een zangeres, rapper en danseressen. De rapper werd MC Irvin, een bekende MC op hardcorefeesten. Als zangeres werd de student en fotomodel Saskia de Geus gevonden die bekend werd onder de artiestennaam Shaydie. Ze werd aanvankelijk als danseres bij de groep gehaald, maar al snel werd ze de leadzangeres en het boegbeeld in de videoclips. De opvolger van het nummer Life Is Like A Dance werd Luv U More, een cover van het nummer Love U More van de Engelse band Sunscreem. Het nummer behaalde de 2e plaats in de Nederlandse Top 40. Door de oprichting van de muziekzender TMF op 1 juni 1995 werden zijn videoclips veel vaker getoond op de televisie en de groep trad frequent op in discotheken in Nederland. In september 1995 kwam  de derde single uit, Rainbow in the Sky, die de derde plaats in de hitparade behaalde. Hierna volgde een tweede plaats voor het nummer Don't Leave Me Alone. In april 1996 behaalde de single The Promised Land de 3e plaats in de Nederlandse Top 40. De bijbehorende videoclip duurt acht minuten en was de tot dan toe duurste productie ooit gemaakt door een Nederlandse artiest. De half miljoen gulden werd mede gefinancierd door de sponsor Pepsi. Een jaar later volgde het verzamelalbum May The Forze Be With You met al zijn grote happy-hardcorehits plus wat nummers die niet op single verschenen, zoals Musica Rave en 4 Steps in Hardcore. Van het album May The Forze Be With You verscheen tevens een separate Hardcore Edition. Na de hit Rave on bleven successen in het genre uit. De markt was verzadigd geraakt door releases en meer groepen en producenten. In 1996 verliet Shaydie de groep en werd opgevolgd door Lindsay. De volgende single Rave On behaalde nog wel de top 10, maar de opvolgers Unity en Get This Place werden geen grote hits meer. Elstak beëindigde daarop zijn activiteiten in de happy hardcore en richtte zich enkel nog op de productie van hardcore en het opzetten van een eigen kledinglijn.

### 21e eeuw
In 2001 richtte Elstak bij een heropleving van het genre hardcore een nieuw platenlabel op, Offensive Records, dat jaarlijks een nieuwe cd uitbrengt. Kenmerkend is de heldere melodielijn waardoor de nummers op feesten gemakkelijk te draaien zijn. In 2003 verscheen een nieuwe clip van het hardcorenummer Hardcore State Of Mind die frequent aangevraagd werd op The Box. In de jaren erna trad hij veelvuldig op als hardcore-dj. Op 12 mei 2007 trad Paul op in het SBS6-programma Fighting with the stars en vocht daar een thaibokspartij tegen Ruud Benard (bekend van Big Brother), die hij won. Op 8 november 2010 kwam de door hem geschreven titelsong van de film New Kids Turbo uit. In de clip verschijnt Elstak zelf als cameo met een plaksnor op (hij had ook echt een snor halverwege de jaren 90). De clip staat als bonustrack op de DVD van New Kids Turbo.
Op 26 maart 2011 won Elstak een Rembrandt Award voor beste titelsong met dit nummer en op 12 mei 2011 kreeg hij een gouden plaat uitgereikt. Op dezelfde dag werd de Duitse versie van de single Turbo in Duitsland uitgebracht. In 2014 verscheen de single Raving Beats, een samenwerking met Mental Theo en Gin Dutch.
Op 1 december 2022 verscheen bij Amsterdam Books de officiële biografie, geschreven door Boris van Zonneveld. In mei 2023 werd Elstak de Gouden harp toegekend als "een van de belangrijkste pioniers en vaandeldragers" binnen het hardcoregenre. 
Op 29 februari 2024 presenteerde Joost Klein het lied Europapa, waarmee hij naar het Eurovisie Songfestival 2024 in Malmö zou gaan. Hierbij werd bekend dat Elstak aan het nummer heeft meegewerkt. Klein en Teun de Kruif, oftewel Tantu Beats, vroegen Elstak om over een deel van hun lied, een sausje in DJ Paul-stijl te gieten. Elstak veranderde de geluiden, zoals de claps, high hats en breakbeats, in zijn happy hardcore sound. Hij figureerde ook in de officiële videoclip. Elstak was niet alleen medeproducer van Europapa, hij maakte ook een DJ Paul Elstak Remix van het nummer. Deze werd in april 2024, samen met een aantal andere remixen, uitgebracht onder de noemer Europapa: Greatest Hits.

## Discografie

### Albums
| Album met eventuele hitnotering(en) in de Nederlandse Album Top 100 | Datum van verschijnen | Datum van binnenkomst | Hoogste positie | Aantal weken | Opmerkingen                   |
| ------------------------------------------------------------------- | --------------------- | --------------------- | --------------- | ------------ | ----------------------------- |
| DJ Paul's Megamix                                                   | 1995                  | -                     | -               | -            | #2 in de Verzamelalbum Top 25 |
| May the Forze Be With You (Hardcore Edition)                        | 1995                  | 23-12-1995            | 11              | 13           |                               |
| May the Forze Be With You (Happy Hardcore Edition)                  | 1995                  | 23-12-1995            | 16              | 14           |                               |
| DJ Paul's Megamix 2                                                 | 1996                  | -                     | -               | -            | #2 in de Verzamelalbum Top 25 |
| DJ Paul's Megamix 3                                                 | 1996                  | 14-12-1996            | 44              | 7            |                               |
| May the Forze Be With You 2                                         | 1996                  | -                     | -               | -            |                               |
| Ready for Judgment Day                                              | 2002                  | -                     | -               | -            |                               |
| A Hardcore State of Mind                                            | 2003                  | -                     | -               | -            |                               |
| One Day We'll Kill 'em All                                          | 2004                  | -                     | -               | -            |                               |
| Show No Fear                                                        | 2007                  | 17-02-2007            | 62              | 3            |                               |
| Blood, Sweat & Hardcore                                             | 2008                  | -                     | -               | -            |                               |
| The Evolution of Hate                                               | 2010                  | -                     | -               | -            |                               |
| The Best of Paul Elstak                                             | 2011                  | 07-05-2011            | 55              | 6            | Verzamelalbum                 |
| Paul Elstak Megamix 2011                                            | 29-07-2011            | 29-07-2011            | 17              | 3            | Verzamelalbum                 |
| Chase Your Dreams                                                   | 2013                  | -                     | -               | -            | Verzamelalbum                 |

### Singles
| Single met eventuele hitnotering(en) in de Nederlandse Top 40 | Datum van verschijnen | Datum van binnenkomst | Hoogste positie | Aantal weken | Opmerkingen                                                    |
| ------------------------------------------------------------- | --------------------- | --------------------- | --------------- | ------------ | -------------------------------------------------------------- |
| Life Is like a Dance / Play My Game                           | 1995                  | 18-03-1995            | 9               | 9            | #6 in de Single Top 100                                        |
| Luv U More                                                    | 1995                  | 03-06-1995            | 2               | 11           | #2 in de Single Top 100                                        |
| Rainbow in the Sky                                            | 1995                  | 09-09-1995            | 3               | 10           | #3 in de Single Top 100 / Alarmschijf                          |
| Don't Leave Me Alone                                          | 1995                  | 09-12-1995            | 2               | 10           | #3 in de Single Top 100                                        |
| The Promised Land                                             | 1996                  | 30-03-1996            | 3               | 10           | #3 in de Single Top 100                                        |
| Rave On                                                       | 1996                  | 10-08-1996            | 4               | 8            | #4 in de Single Top 100                                        |
| Unity                                                         | 1996                  | 30-11-1996            | 17              | 4            | #15 in de Single Top 100                                       |
| Lords of the Hardschool                                       | 1997                  | 22-02-1997            | tip2            | -            | met Rob & MC Hughie Babe / #56 in de Single Top 100            |
| Get This Place                                                | 1997                  | 12-07-1997            | tip10           | -            | met Linsday & MC Irvin                                         |
| Brohymn                                                       | 1997                  | 01-11-1997            | tip17           | -            | met Teenage Warning                                            |
| Turbo                                                         | 08-11-2010            | 20-11-2010            | 11              | 12           | met New Kids / Titelsong New Kids Turbo / #4 in Single Top 100 |
| Raving Beats                                                  | 2014                  | 12-07-2014            | tip17           | -            | met Mental Theo & Gin Dutch / Nr. 74 in de Single Top 100      |
| Kind van de duivel                                            | 2017                  | 11-03-2017            | 32              | 8            | met Dr Phunk & Jebroer / Nr. 25 in de Single Top 100           |
| Engeltje                                                      | 2017                  | 01-07-2017            | 14              | 8            | met Dr Phunk & Jebroer / Nr. 3 in de Single Top 100            |

| Single met hitnotering(en) in de Vlaamse Ultratop 50 | Datum van verschijnen | Datum van binnenkomst | Hoogste positie | Aantal weken | Opmerkingen                             |
| ---------------------------------------------------- | --------------------- | --------------------- | --------------- | ------------ | --------------------------------------- |
| Rainbow in the Sky                                   | 1995                  | 21-10-1995            | 33              | 4            |                                         |
| Turbo                                                | 2010                  | 05-02-2011            | 41              | 1            | met New Kids / Titelsong New Kids Turbo |
| Europapa                                             | 2024                  | 09-03-2024            | 1               | 14           | met Joost / Titelsong Europapa          |

### NPO Radio 2 Top 2000
| Nummers met noteringen in de NPO Radio 2 Top 2000 | '15 | '16 | '17 | '18  | '19  | '20  | '21  | '22  | '23  | '24  |
| ------------------------------------------------- | --- | --- | --- | ---- | ---- | ---- | ---- | ---- | ---- | ---- |
| Luv U More                                        | -   | -   | -   | 1034 | 1083 | 1155 | 1178 | 1037 | 1152 | 1002 |
| Rainbow in the Sky                                | 765 | 615 | 532 | 446  | 386  | 449  | 412  | 366  | 369  | 266  |

1. ↑  Een '-' betekent dat het nummer niet was genoteerd en een vetgedrukt getal geeft de hoogste notering van een nummer aan.
2. ↑  2015 was het eerste jaar met een notering voor Paul Elstak.

- Biblioteca Nacional de España: XX1780538
- Bibliothèque nationale de France: cb13988525f (data)
- Gemeinsame Normdatei: 135459788
- International Standard Name Identifier: 0000 0000 7839 0353
- Library of Congress Control Number: n2004067838
- MusicBrainz: 026c4d7c-8dfe-46e8-ab14-cf9304d6863d
- Nederlandse Thesaurus van Auteursnamen: 197430910
- SNAC: w69p54df
- Système universitaire de documentation: 080784127
- Virtual International Authority File: 11700203
- WorldCat: E39PBJrGqxWGtX9TD9MmddY9Dq